# Fallen Angels (Bob Dylan)
Fallen Angels is het 37e studioalbum van Bob Dylan, uitgebracht op Columbia Records  op 20 mei 2016. Het album is een vervolg op het album Shadows in the Night, dat covers bevatte van nummers, die eerder door Frank Sinatra zijn uitgebracht. Dylan noemde het echter geen covers, want de nummer waren al begraven en worden nu weer door hem blootgelegd. Op Fallen Angels zijn ook de meeste nummers al eerder opgenomen door Sinatra, alleen "Skylark", een jazzstandard die in de versie van Bing Crosby een hit was, is een uitzondering.

## Productie
Het album bevat de outtakes van de sessies voor Shadows in the Night, opgenomen met Dylans tourband onder leiding van Tony Garnier in de Capitol  Studios in Los Angeles.

## Tracklist
| Nr. | Titel                           | Schrijver(s)                        | Duur |
| --- | ------------------------------- | ----------------------------------- | ---- |
| 1.  | Young at Heart                  | Johnny Richards, Carolyn Leigh      | 3:00 |
| 2.  | Maybe You’ll Be There           | Rube Bloom, Sammy Gallop            | 2:56 |
| 3.  | Polka Dots and Moonbeams        | Jimmy Van Heusen, Johnny Burke      | 3:20 |
| 4.  | All the Way                     | Jimmy Van Heusen, Sammy Cahn        | 4:00 |
| 5.  | Skylark                         | Hoagy Carmichael, Johnny Mercer     | 2:56 |
| 6.  | Nevertheless                    | Harry Ruby, Bert Kalmar             | 3:27 |
| 7.  | All or Nothing at All           | Arthur Altman, Jack Lawrence        | 3:04 |
| 8.  | On a Little Street in Singapore | Peter DeRose, Billy Hill            | 2:15 |
| 9.  | It Had to Be You                | Isham Jones, Gus Kahn               | 3:40 |
| 10. | Melancholy Mood                 | Walter Schumann, Vick R. Knight Sr. | 2:53 |
| 11. | That Old Black Magic            | Harold Arlen, Johnny Mercer         | 3:04 |
| 12. | Come Rain or Come Shine         | Arlen, Mercer                       | 2:36 |

## Musici
- Tony Garnier – basgitaar
- Donnie Herron – pedal-steelgitaar
- Stu Kimball – gitaar
- George Receli – drums
- Charlie Sexton – gitaar
- Dean Parks – gitaar

## Hitnoteringen
Het album bereikte nummer 7 op de Billboard 200, nummer 5 op de UK Albums Chart, nummer 7 in Nederland en nummer 3 in Vlaanderen.
- MusicBrainz release group: 3e9553c6-786a-4f85-8a2a-1b70cd166742